# Fraser Coast Region
Koordinaten: 25° 17′ S, 152° 49′ O

Die Fraser Coast Region ist ein lokales Verwaltungsgebiet (LGA) im australischen Bundesstaat Queensland. Das Gebiet ist 7102 km² groß und hat etwa 101.500 Einwohner.

## Geografie
Die Region liegt an der Ostküste des Staats etwa 220 km nördlich der Hauptstadt Brisbane.
Verwaltungssitz der LGA ist Maryborough mit etwa 22.200 Einwohnern. Zur Region gehören folgende Stadtteile und Ortschaften: Aldershot, Antigua, Aramara, Bauple, Bauple Forest, Beaver Rock, Beelbi Creek, Bidwill, Boompa, Boonooroo, Boonooroo Plains, Booral, Brooweena, Bunya Creek, Burgowan, Burrum Heads, Burrum River, Burrum Town, Calgoa, Cherwell, Craignish, Doongul, Duckinwilla, Dundathu, Dundowran, Dundowran Beach, Dunmora, Eli Waters, Eurong, Ferney, Gigoomgan, Glenbar, Glenorchy, Glenwood, Gootchie, Grahams Creek, Granville, Great Sandy Strait, Gundiah, Gungaloon, Hervey Bay, Howard, Island Plantation, Kanigan, Kawungan, K’gari, Maaroom, Magnolia, Malarga, Marodian, Maryborough, Maryborough West, Miva, Mount Urah, Mungar, Munna Creek, Netherby, Nikenbah, North Aramara, Oakhurst, Owanyilla, Pacific Haven, Paterson, Pialba, Pilerwa, Pioneers Rest, Point Vernon, Poona, Prawle, River Heads, Scarness, St Helens, St Mary, Sunshine Acres, Susan River, Takura, Talegalla Weir, Tandora, Teddington, Teebar, The Dimonds, Theebine, Thinoomba, Tiaro, Tin Can Bay, Tinana, Tinana South, Tinnanbar, Toogoom, Torbanlea, Torquay, Tuan, Tuan Forest, Urangan, Urraween, Walkers Point, Walliebum, Walligan, Wondunna, Woocoo, Yengarie und Yerra.

## Geschichte
Die heutige Fraser Coast Region entstand 2008 aus dem Zusammenschluss von Hervey Bay City, Maryborough City, dem Woocoo Shire und dem Norden des Tiaro Shire.

## Verwaltung
Der Fraser Coast Regional Council hat elf Mitglieder. Der Mayor (Bürgermeister) und zehn weitere Councillor werden von allen Bewohnern der Region gewählt. Die LGA ist nicht in Wahlbezirke unterteilt.